# Doug Janik

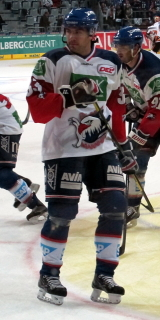
Doug Janik (Adler Mannheim), 2012

Doug Janik, född 26 mars 1980, är en amerikansk före detta professionell ishockeyspelare. Han har tidigare spelat för Buffalo Sabres, Tampa Bay Lightning, Dallas Stars, Montreal Canadiens, Detroit Red Wings i NHL, samt ett flertal AHL- klubbar. Han valdes i andra rundan, som 55:e spelaren totalt i NHL Entry Draft 1999.